# Hammerdals församling
Hammerdals församling är en församling i Norra Jämtlands kontrakt i Härnösands stift. Församlingen ingår i Strömsunds pastorat och ligger i Strömsunds kommun i Jämtlands län i Jämtland.

## Administrativ historik
Församlingen har medeltida ursprung. 1781 utbröts Borgvattnets församling, 1893 utbröts Gåxsjö församling.
Församlingen var till 1 maj 1872 moderförsamling i pastoratet Hammerdal och Ström som 1781 utökades med Borgvattnets församling och 1808 med Alanäs församling. Från 1 maj 1872 till 1893 utgjorde församlingen ett eget pastorat för att därefter till 2009 vara moderförsamling i pastoratet Hammerdal och Gåxsjö. Församlingen ingår sedan 2009 i Strömsunds pastorat.

## Kyrkoherdar
| Ämbetstid | Namn                             | Levnadstid | Övrigt |
| --------- | -------------------------------- | ---------- | ------ |
| 1346      | Agmundr                          |            |        |
| 1347      | Dominicus                        |            |        |
| 1439      | Thorsten Pauelsson               |            |        |
| 1526–1627 | Peder Olofsson                   |            |        |
| 1533–1548 | Jon Erichson Sparf               |            |        |
| 1553–1571 | Jon Larsson                      |            |        |
| 1588–1607 | Erik Jonae Sparf                 |            |        |
| 1607–1617 | Isak Stubb                       |            |        |
| 1611–1612 | Laurentius Lothenius             |            |        |
| 1617–1637 | Erik Eriksson Blix               |            |        |
| 1637–1652 | Morten Halvardsen Stenius        |            |        |
| 1652–1656 | Laurentius Erici Tuscherus       | –1656      |        |
| 1658–1679 | Erik Petri Hedsander             |            |        |
| 1679–1682 | Israel Laur. Noraeus             | –1682      |        |
| 1684–1714 | Jonas Eliæ Salin                 | –1714      |        |
| 1715–1755 | Michael Petri Graan              | 1684–1755  |        |
| 1757–1782 | Olof Forssman                    | 1702–1782  |        |
| 1784–1787 | Erik Huss                        | 1737–1787  |        |
| 1789–1804 | Nils Blom                        | 1732–1804  |        |
| 1805–1814 | Abraham Burman                   | 1765–1814  |        |
| 1816–1845 | Jonas Ångman                     | 1764–1845  |        |
| 1848–1869 | Jonas Östlund                    | 1787–1869  |        |
| 1873–1904 | Nils Theodor Feltström           | 1830–1904  |        |
| 1905–1919 | Karl Harald Axel Fredrik Wedholm | 1854–1919  |        |

## Kyrkor
- Hammerdals kyrka